# ECPP Vitória da Conquista
Der Esporte Clube Primeiro Passo Vitória da Conquista, auch bekannt unter Vitória da Conquista,  Conquista oder kurz ECPP, ist ein Fußballverein aus Vitória da Conquista im brasilianischen Bundesstaat Bahia. Der Klub wurde am 21. Januar 2005 gegründet.

## Geschichte
Conquista wurde vom ehemaligen Spieler Ederlane Amorim mit dem Ziel gegründet, eine Konkurrenz zu anderen Klubs der Region aufzubauen, wie z. B. dem Serrano SC. Es wurde 2001 mit einer Arbeit begonnen, die sich auf die soziale Eingliederung konzentrierte, mit dem Ziel, zukünftige Sportler auf den Profiverein vorzubereiten. Dieses Vorgehen wurde durch die Teilnahme an lokalen Meisterschaften und durch die Ausweitung des damaligen Primeiro Passo (First Step) Projekt auf andere Regionen des Bundesstaates konsolidiert. Im Januar 2005 wurde dann der Klub rechtlich als Profimannschaft gegründet.

## Männermannschaft
Ihren ersten Profimannschaftstitel gewann Conquista 2006 in der zweiten Liga der Staatsmeisterschaft von Bahia. 2008 nahm der Klub erstmals in der Série C, der dritten brasilianischen Liga, teil. Im Gesamtklassement kam der Klub hier auf den 21. von 63 Plätzen. Im Folgejahr erreichte man die Finalspiele im Staatspokal von Bahia. In diesem unterlag Conquista dem Fluminense de Feira FC mit 0:0 und 1:2. Im selben Wettbewerb konnte sich der Klub in der Ausgabe 2010 das Finale gegen den Alagoinhas AC gewinnen (7:2 / 2:1). Der Erfolg berechtigte den Klub zur Teilnahme an der Série D 2011. Über die Gruppenphase des Wettbewerbs kam man nicht hinaus und belegte insgesamt den 33. Von 40 Plätzen.
Auch in den Jahren 2011 und 12 gewann Conquista den Staatspokal und konnte in den Jahren danach wieder an der Série D teilnehmen. 2012 erreichte man den 35. und 2013 den 21. Platz. Zudem nahm der Klub 2013 das erste Mal am Copa do Brasil, dem nationalen Pokalwettbewerb, teil. In der ersten Runde des Copa do Brasil 2013 verlor der Klub gegen Sport Recife mit 0:1 und 0:2. Auch in den Folgejahren konnte man sich für den Pokal qualifizieren. 2016 gelang erst am letzten Spieltag der Klassenerhalt in der Staatsmeisterschaft.
Der Klub konnte sich aber wieder stabilisieren und nahm 2018 wieder an der Série D teil, 40. von 68. Nach Beendigung der Staatsmeisterschaft 2022 erfolgte dann doch der Abstieg in die Segunda Divisão, in welcher der Klub seitdem antritt.

### Männer Teilnahme an Fußballwettbewerben
| Wettbewerb                          | Teilnahmen                   |
| ----------------------------------- | ---------------------------- |
| Série C                             | 2008                         |
| Série D                             | 2011–2013, 2018              |
| Staatsmeisterschaft                 | 2007–2022                    |
| Staatsmeisterschaft Segunda Divisão | 2006, 2023–                  |
| Copa do Brasil                      | 2013, 2015, 2016, 2017, 2018 |
| Copa do Nordeste                    | 2014, 2016                   |

### Erfolge Männer
- Staatsmeisterschaft von Bahia Segunda Divisão: 2006
- Staatspokal von Bahia: 2010, 2011, 2012, 2014, 2016

## Frauenmannschaft
Für Vitória da Conquista trat auch eine Damenmannschaft in der entsprechenden Staatsmeisterschaft von Bahia an. Dieses mindestens in den Jahren 2014 und 2019. Ein Bestand dieser Mannschaft ist nicht nachgewiesen.

### Frauen Teilnahme an Fußballwettbewerben
| Wettbewerb          | Teilnahmen |
| ------------------- | ---------- |
| Staatsmeisterschaft | 2014, 2019 |